# Залив Фаддея
Зали́в Фадде́я — прямоугольный залив Моря Лаптевых на северо-восточном побережье Таймыра. Длина более 35 километров, ширина от 20 до 25 километров, наибольшая глубина 23 метра. У входа в залив находятся острова Фаддея. Впадает река Фаддея, Преградная, Утиная,  Городкова, Становая и другие. Большую часть года покрыт льдом. Западный берег залива входит в участок «Полуостров Челюскин» Большого Арктического заповедника.
Впервые достигнут В. В. Прончищевым в августе 1736 года. Назван в честь Святого Фаддея Харитоном Лаптевым в 1739 году.